# 皮影戲
皮影戲，又称影子戲、燈影戲、皮猴戲，以獸皮鏤雕的人物剪影，平面的、關節可動的，透過簽桿來操控戲偶，並將其置於光源與半透明屏幕之間，搭配劇本、音樂、口白，來敘說故事的傳統表演藝術。
在過去電影、電視等媒體尚未發達的年代，皮影戲曾是十分受歡迎的民間娛樂活動之一。
皮影戲在世界上許多國家地區的文化中都存在，在東南亞，尤其是印度尼西亞、馬來西亞、泰國和柬埔寨；在中國、印度、尼泊爾與伊朗，皮影戲為古老的民間傳統藝術，在埃及、敘利亞、土耳其、希臘、德國、法國與美國，皮影戲表演也廣為人知。

## 地區

### 臺灣
臺灣的皮影戲起源，一說1660年代，皮影師父阿萬師隨著鄭成功的軍隊從中國廣東潮州經由福建傳入臺灣南部，以高雄為中心，往北到二仁溪（高雄、臺南的交界處），往南到屏東。另一種說法是荷蘭統治時期，許陀、馬達及黃索等三人從華北經廣州來到南臺灣，在岡山及鳳山地區流行。
截至2022年登錄為無形文化資產的皮影劇團共有四團，包括觀音山東華皮影劇團（傳承至第六代，現任團長張榑國）、永興樂皮影劇團（傳承至第五代，現任團長張信鴻）、高雄皮影劇團（現任團長陳政宏）及復興閣皮影劇團，其中復興閣皮影劇團在團長許福助去世後，已於2019年停止運作。

### 中國大陸

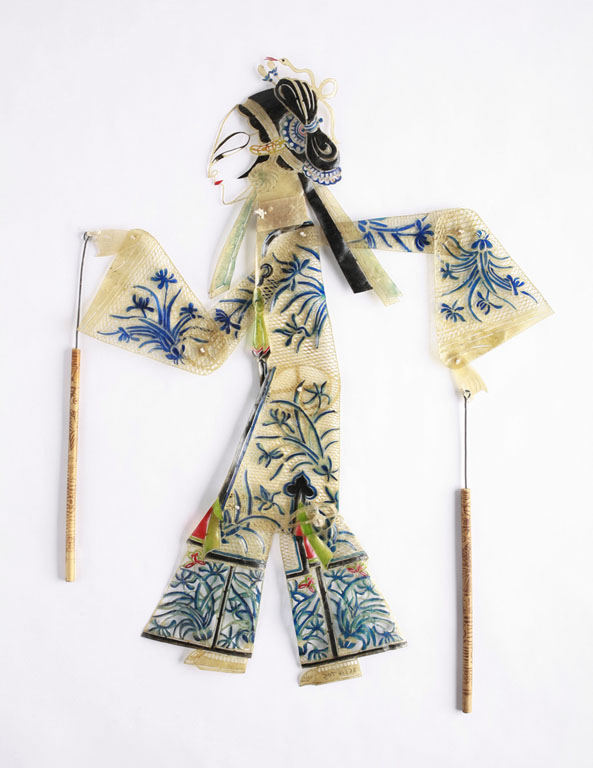
江南風格皮影戲紙偶

皮影戲可能在中亞或印度地區起源於公元前1000年前後。
不少文獻記載漢武帝時，方士李少翁進言說他有招魂之術，並設帳弄影以招嬪妃李夫人之亡靈。正如陝西皮影的流傳：“皮影戲始於漢，興於唐，盛於宋”。另一說亦與亡靈有關，唐代俗講僧在佛寺利用燈影說理和超渡亡靈，因此推斷皮影與宗教有密切的關係。
皮影戲至宋朝時已有相當的規模與水平。南宋時，杭州更有「繪革社」的影戲組織出現。到了元代，軍隊更帶皮影班子隨軍遠征，將皮影傳到中亞的國家；在13-15世紀，由西亞再傳到歐洲各國。皮影盛行於關中一帶，傳統劇目就有數百本，唱腔則多達幾十種。
皮影戲於明朝萬歷（1573年-1619年）年間已十分盛行。明末清初，皮影藝術與道教結合，產生了環縣道情皮影。
到了清朝，皮影藝術已發展到鼎盛時期。當時很多大戶人家，都以請名師刻製影人、安置精工影箱和私養影班為榮。但在清朝後期，有些地方官府害怕皮影戲場聚眾起事，曾出現禁演皮影戲和拘捕皮影人之事。第二次世界大戰時民不聊生，皮影戲更一蹶不振。不過在抗日戰爭中，福建漳州就以皮影戲來宣傳抗日的鬥爭。自中國解放後，殘存的皮影戲班和藝人在當時政府的扶持下，得以復甦。但到文化大革命時期，皮影藝術因破四舊而再遭打擊。改革開放後，傳統文化逐漸受到重視。雖然皮影戲得以復甦和發展，但仍受影視和流行文化所衝擊。
中國的皮影藝術經過長期的流變，已形成不同的地方流派，諸如山西皮影、隴東皮影、陝西皮影、北京皮影、山東皮影、青海皮影、寧夏皮影等，各自反映出獨有的風格特色。在陝西、甘肅天水等農村，這種拙樸的民間藝術形式一度廣受歡迎。其流行範圍極為廣泛，幾乎遍及中國各省，並因各地所演的聲腔不同而形成多種多樣的皮影戲，如陝西的華縣皮影戲、華陽老腔皮影戲、阿宫腔皮影戲、弦板腔皮影戲、甘肅的環縣道情皮影戲、山西的孝義碗碗腔皮影戲、河北的唐山皮影戲、冀南皮影戲、浙江的海寧皮影戲、湖北的江漢平原皮影戲、廣東的陸丰皮影戲、遼寧的复州皮影戲、凌源皮影戲等。
- 中國地區發展
河北地區─灤州影
海寧地區─海寧皮影戲[13]
潮汕地區─纸影戲
陕西地区─陕西皮影戏
- 中國地區流派
宋代皮影戲的內容，主要是“……煙粉、靈怪、鐵騎、公案、史書、歷代君臣、將相故事話本。”到清代時，影戲劇目分兩類：整本（亦稱整套）和單齣（亦稱單折）。此時清道光年間（1821－1850年），河北樂亭的影戲劇本作家高述堯所編寫的《二度梅》、《鎮冤塔》、《白狐裘》、《珠寶釵》被奉為灤州影戲的新四大影卷，能唱高述堯的劇本成為昔日衡量皮影藝人水平的依據。現在，著名的皮影藝術流派分別是山西皮影、隴東皮影和陕西皮影。[14]

## 皮偶製作

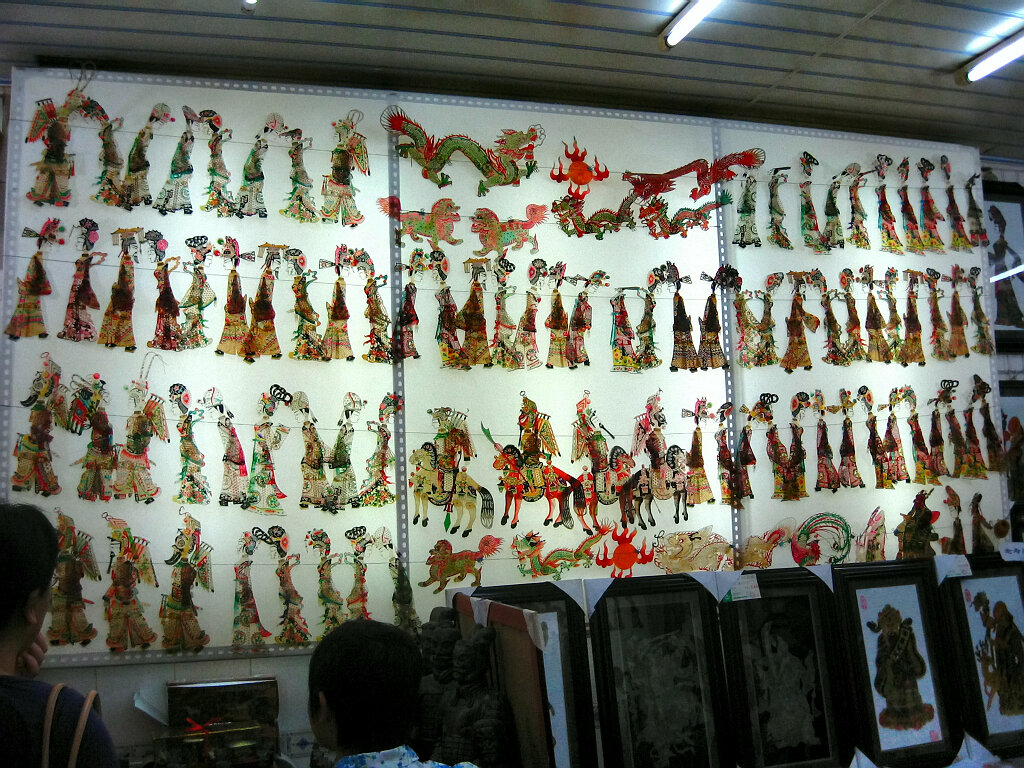
西安一家商店里的皮影道具

### 皮偶工序
根據宋朝《夢梁錄》記載：「京師初以素紙雕簇，自後人巧工精，以羊皮雕影，用以彩色裝飾，不致損壞。」 皮影原用素紙雕刻，後來才改用皮革刻製，製作材料也根據當地使用的獸皮情況而定。現時的皮影戲物品包括皮影人物、場面道具和景物，全都是利用手工，刀雕彩繪皮革制成。在臺灣地区，主要以牛皮為主；在中國，較多使用牛皮、羊皮、驢皮等等。
製作皮影的民間傳統工藝基本步驟為：製皮、刻製、染色、熨燙、定綴與裝桿。製作過程有24道工序，手工雕刻約3000刀。皮影的造形製作，主要汲取了中國漢代的帛畫、畫像石和唐代的壁畫等的藝術手法和風格，再配以鏤空的線雕花紋。鏤空線雕花紋不單給予優美的造型外觀，而且避免了表演時出現大片黑影。

### 刻製技法
分為「陽刻」和「陰刻」。陽刻是保留線條，去除空白的部分；陰刻則是除掉線條，保留區塊上色。
臺灣傳統皮影多以陰刻為主。

### 皮偶形象
外形輪廓以線條簡潔、平滑流暢為主。大多採用單眼正側面的「五分相」，雙眼正面為「十分相」。近年也有介於兩者之間的半側面「六分相」、「七分相」或「八分相」的做法。臺灣傳統人偶長約一尺(約30公分高)，中國北方戲偶較大。皮影的人物形像不是以追求真實和準確性，而是要合符表演需要。

### 皮偶行當及表演
依造型可分為人物和道具。人物有生、旦、淨、末、丑、雜，雜屬於龍套角色。道具是指各式各樣的演出配件，動物也屬於此類。皮影戲演出的關鍵，在於操耍技巧和唱功。而此關鍵技巧都是經由師父傳授，學徒長期苦練的成果。另外，皮影戲還要配合音樂和燈光效果，才能觸動觀眾的情緒起伏。

### 引用
1. ↑  李, 偉麟. . TLife. 2017/12  [2022-10-01]. （原始内容存档于2022-10-01）.
2. 1 2 3 4 5 6  許, 以玟. . 雲朗‧品味. 2021, (62)  [2023-06-15]. （原始内容存档于2023-01-28）.
3. 1 2  Orr, Inge C. . Asian Folklore Studies (Nanzan University). 1974, 33 (1): 69–84. doi:10.2307/1177504.
4. ↑  Beth Osnes. . ABC-CLIO. 2001: 302. ISBN 978-0-87436-795-9.
5. ↑  Beth Osnes. . McFarland. 2010: 61–63. ISBN 978-0-7864-5792-2.
6. ↑  . ich.unesco.org.   [2019-12-17]. （原始内容存档于2017-11-20） （英语）.
7. ↑  弄影一甲子——皮影戲藝師張德成 （页面存档备份，存于）蔡文婷/楊文卿 臺灣光華雜誌 1989 10月
8. ↑  . 高雄市皮影戲館.   [2022-09-17]. （原始内容存档于2022-06-22）.
9. ↑  顏, 怡今. . 傳藝‧Online (國立傳統藝術中心). 2021-06, (136)  [2022-09-17]. （原始内容存档于2022-09-22）.
10. ↑  Fan Pen Chen (2003), Shadow Theaters of the World （页面存档备份，存于）, Asian Folklore Studies, Vol. 62, No. 1 (2003), pp. 25-64
11. ↑  高承《事物纪原·影戏》中说：“故老相承，言影戲之源，出於漢武帝，李夫人之亡，齊夫人少翁言能致其魂，上念天人無巳，迺使致之。少翁為方帷，張燈爐，帝坐他帳，自帳中望見之，仿佛夫人之像也，不得就視之，由是世間有影戲。”
12. 1 2 3  .   [2023-06-15]. （原始内容存档于2022-07-22）.
13. 1 2  . www.ihchina.cn.   [2021-04-25]. （原始内容存档于2021-04-28）.
14. ↑  《夢粱錄》云：“凡傀儡敷衍煙粉、靈怪、鐵騎、公案、史書、歷代君臣將相故事話本，或講史，或作雜劇，或如崖詞，……大抵弄此，多虛少實，如《巨靈神》、《朱姬大仙》等也。”
15. 1 2  邱一峰. .   [2023-11-20]. （原始内容存档于2023-11-20）.
16. ↑  . 高雄市皮影戲館.
17. ↑  民俗文化研究. . 中国民俗文化研究院. 2017-07-19  [2023-11-20]. （原始内容存档于2023-11-20）.

### 網頁
- 中国文化市場網：文化部“中國民族民間文化保護工程”－甘肅环縣道情皮影

## 外部連結
- 中国皮影网 （页面存档备份，存于）
- 燦爛的中國文明：中国皮影 （页面存档备份，存于）
- 現代歐洲影子劇院 （页面存档备份，存于）
- 影子劇院的新技術 （页面存档备份，存于）
- 皮影戲《射雁奇緣》 （页面存档备份，存于），高雄復興閣皮影戲團演出，呂炳川錄製，臺灣音樂館典藏
- 皮影戲《魯智深醉打山門》 （页面存档备份，存于），高雄復興閣皮影戲團演出，呂炳川錄製，臺灣音樂館典藏
- 皮影戲《選美大會》 （页面存档备份，存于），高雄復興閣皮影戲團演出，呂炳川錄製，臺灣音樂館典藏
- 皮影戲《鄭三保下西洋》 （页面存档备份，存于），高雄復興閣皮影戲團演出，呂炳川錄製，臺灣音樂館典藏